# 港鐵九龍灣車廠

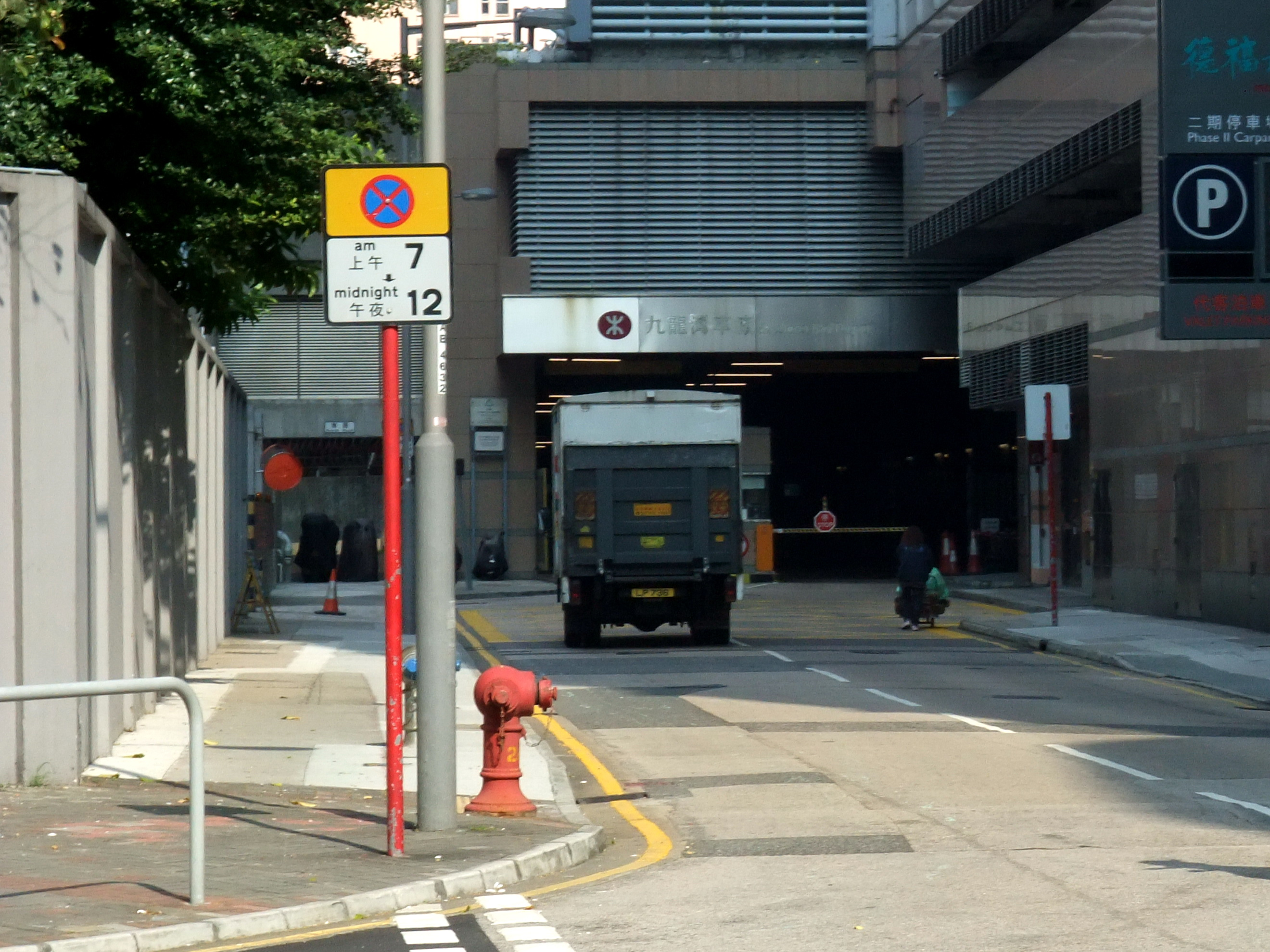
九龍灣車廠位於大業街北端的出入口。

港鐵九龍灣車廠（英語：MTR Kowloon Bay Depot）是港鐵觀塘綫的車廠，位於香港九龍觀塘區九龍灣大業街德福花園平台之下，旁邊是觀塘綫九龍灣站和香港鐵路有限公司總部大樓。其所在的平台佔地面積10公頃。

## 設施
九龍灣車廠除了為列車提供停車、測試、洗車、預防及糾正性維修設施外，亦會為所有荃灣綫、觀塘綫、港島綫、將軍澳綫和迪士尼線列車（包括所有港鐵市區綫現代化列車、在將軍澳綫服役的13列港鐵市區綫韓製列車、22列港鐵市區綫中國長春製列車以及13列港鐵市區綫中國青島四方製列車）進行大型維修工作；另外，在港鐵小蠔灣車廠落成前，所有新列車均會先到達本廠，經調試後才由觀塘線調往其他路線。因此，九龍灣車廠是港鐵市區線路上重要的一部份，亦是市區路線總廠。
九龍灣車廠除了為列車進行各種維修外，亦設有港鐵學院九龍灣車廠中心，為荃灣綫、觀塘綫、港島綫和將軍澳綫車長等車務人員以及維修學徒進行培訓。此外，廠內亦設有港鐵康樂會會所，供港鐵全職員工及家屬工餘消遣。
本廠主要分為幾個部分：

### 停車坑
本廠東面三分之一位置，設有14條泊位軌道，用作停泊各觀塘線列車（而在平日日間，會有數抽列車停泊在靠近洗車機一端待命），而該停車位兩側均與觀塘線正線連接（北面出入口需經專用隧道及彩虹站中央月台軌道）。而鄰近九龍灣站的兩條露天軌道則用作列車調試及調度之用。

### 維修工場及維修車坑
本廠西面部分別設有維修工場和維修車坑，為上述列車提供日常及大型維修。
本廠設有4條軌道、共8個維修車坑，位於維修工場與停車坑之間，讓維修人員進行有限度的日常維修工作。此位置仍有架空電纜，而地面位置刻意降低，路軌則維持原有水平，讓維修人員可前往車底進行維修工作。維修車坑兩側與停車坑一樣均連接觀塘線正線，由一幅牆壁分隔停車坑和維修車坑。
而維修工場設有重型吊機，可供列車車頂設備吊往地面進行維修。為方便吊機運作，此部分不設架空電纜，因此任何列車進入和離開此工場必須使用柴油機車協助。此外，工場內亦設調車台，其軌道呈「中」字形，可供車卡橫移及180度水平反轉。該工場由一條橫穿車廠內的主幹道與維修車坑分隔。
隸屬維修工場和維修車坑的軌道出入口（分別設4條軌道進入工場或車坑）設有電動摺門（平時不會關閉），以便與停車位區別。

### 洗車機、調度控制塔及機務段
在車廠北面近進廠隧道，設有洗車機（靠近啟泰苑位置），所有經此進出廠列車（包括接送參觀車廠人士進出列車）必須駛過。而在右側，則設有四層高調度控制塔，地下至二樓依次為滅火、環控及訊號系統機房，至今仍然運作；而頂樓則為控制室，自2003年起已經停用。左側則設有機務段，除了用作停泊路軌碾磨車，亦可停泊2-3輛調車機車。

### 牽引變電站
在靠近港鐵總部大樓一端，設有牽引變電站（共設四個露天變壓器間，其中三個有安裝變壓器），為觀塘線供電。

## 歷史
在1970年代的計劃中，九龍灣車廠亦服務當時擬建的東九龍綫，因此設有軌道由九龍灣車廠穿過彩虹站中央月台，直接到達觀塘綫和東九龍綫的轉綫站鑽石山站，以方便東九龍綫列車在不影響觀塘綫運作的情況下往返車廠。
1979年5月11日，九龍灣車廠舉行平頂儀式。
1979年至1997年，前地鐵網絡車務控制室設於本車廠辦公區內。1997年，車務控制室搬遷至青衣站。然而，有關控制台則一直放於原處，直到2024年才拆除及送往紅磡站「站見」鐵路展展出。
1986年，隨著駐廠的都城嘉慕為九鐵第一代電氣化列車設立組裝工場，新製造的同款列車改於此廠組裝，然後才以陸送方式交付。
2001年，地鐵公司在九龍灣車廠舉行「第一代載客列車退役儀式」，而港鐵機場鐵路Adtranz-CAF列車亦有同場展出。這次亦是機鐵列車唯一一次進入市區線區段。
2003年至2004年，九龍灣車廠曾經為部份第三代港鐵市區綫現代化列車（H-Stock）進行迪士尼綫改裝工程。
2003-04年，本廠曾為深圳市地鐵集團（轄下深圳地鐵於2004年開通）首批員工提供訓練。
2009-10年，本廠亦為即將接管深圳地鐵4號線的港鐵（深圳）公司員工提供訓練。

## 開放活動
此車廠屬重要的鐵路設施，大部分時間不向公眾開放，但有時會讓預先安排的特定團體參觀。
九龍灣車廠是港鐵所有車廠中開放次數最多，開放日分別在1999年、2001年和2012年1月8日舉行。其中1999年和2001年的車廠開放日均開放給所有市民參觀，而2012年1月8日的車廠開放日只邀請港鐵友禮會特選會員參觀。